# Doxycyklin

Doxycyklin

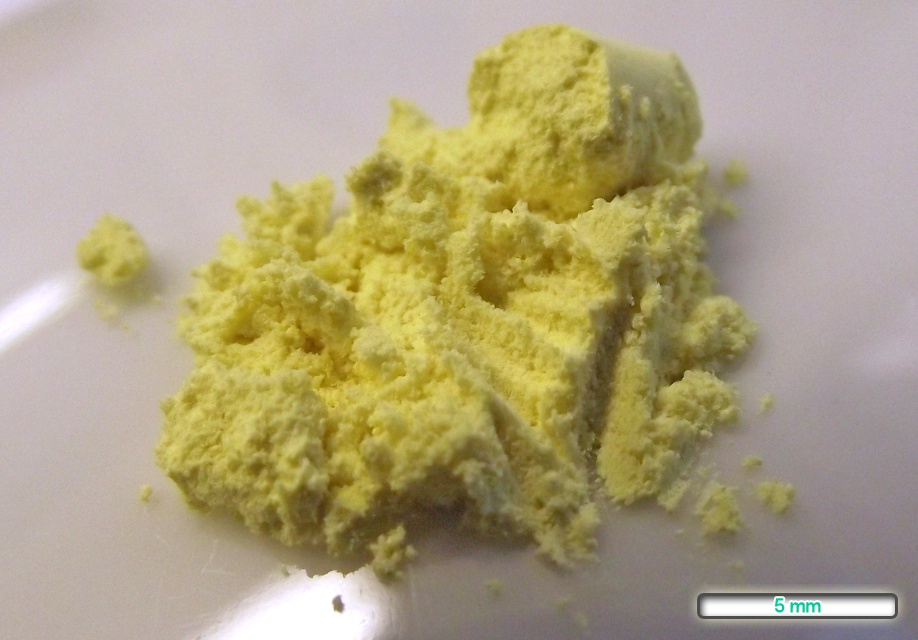
Doxycyclinhyclat

Doxycyklin (varunamn: Doxyferm) är ett antibiotikum inom tetracyklingruppen med brett spektrum som bland annat används vid mykoplasmapneumoni, borreliainfektion, klamydiainfektion och gonorré. Doxycyklin kan även användas för att behandla akne samt för att förebygga malaria.

## Biverkningar
De biverkningar som doxycyklin kan ge upphov till innefattar bland andra magbesvär, halsbränna, svampinfektionen torsk samt fotodermatit, som kan bli kraftig. Då doxycyklin ingår i gruppen tetracykliner har behandling av barn under åtta års ålder varit närmast kontraindicerat på grund av misstänkt risk för inlagring i deras skelett och tänder med dålig emaljbildning samt missfärgning som följd. Upprepade undersökningar under 2000-talet har inte kunnat påvisa störningar vid tandbildningen trots höga doser som vid behandling av "Rocky Mountain spotted fever" eller olika former av ehrlichios ("fästingfeber"). I en artikel i Läkartidningen 2017 anges att det finns stöd för användning av doxycyklin även till barn som är yngre än åtta år vid exempelvis behandling av borreliainfektion i de fall centrala nervsystemet påverkas (neuroborrelios).